# Segevång FK
FK Segevång var en fotbollsklubb från Segevång, Malmö. Föreningen bildades 1969. Föreningen spelade sin sista säsong 1989, då i Division 6 Skåne Sydvästra A. 